# 건전성 자본 통제
건전성 자본 통제(영어: Prudential capital controls)는 거시건전성 규제의 전형적인 형태로서, 자본 통제의 형태로 한 국가의 자본계정 유입을 규제한다. 건전성 자본 통제는 시스템 위험을 완화하고, 경기 변동성을 줄이며, 거시경제적 안정성을 높이고, 사회 복지를 증진하는 것을 목표로 한다.

## 일반적인 자본 통제와의 구분
"건전성"이라는 용어는 "신중함"이라는 동기와 사전적인 시점을 강조함으로써 이러한 전형적인 자본 통제 조치를 다른 일반적인 자본 통제와 구별한다. 첫째, 신중함 동기 요건은 그러한 규제가 신흥 금융 위기와 경제 붕괴를 예방하기 위해 신중한 사전 숙고를 통해 과도한 위험 축적 과정을 억제하고 관리해야 한다고 말한다. 둘째, 사전적인 시점은 심각한 위기가 이미 경제를 강타한 후에 정책 개입을 하는 것과 대조적으로, 통제되지 않은 위기가 실현되기 전에 그러한 규제가 효과적으로 취해져야 한다는 것을 의미한다. 또한, 건전성 자본 통제는 국내 금융 취약성을 본질적으로 초래하는 과도한 위험 축적 과정이 일반적으로 자본 유출보다는 자본 유입과 관련되어 있기 때문에 자본 유입에만 적용된다. 닐리(1999)는 자본 통제를 행사하는 다른 비건전성 방식들을 요약했다. 예를 들어, 국내 통화 및 금융 자산 거래의 볼륨 및 가격에 대한 제한, 자본 유출에 대한 행정 승인 요구 사항, 또는 시민이 국외로 반출할 수 있는 금액에 대한 제한 등이 있다.

## 역사
자본 자유 흐름과 통제의 역사는 금융 세계화의 역사와 함께 전개된다. 처음에는 제1차 세계 대전 이전 금본위제 시대에 자본이 국경을 넘어 자유롭게 이동했다. 제2차 세계 대전 이후, 한 국가의 거시경제적 불안정성이 변동성 있는 자본 흐름 때문일 수 있다는 의심 때문에, 국제 통화 브레턴우즈 체제의 거버넌스의 일부로서 다양한 행정 통제 하에 자본 흐름이 의도적으로 관리되었다.
1970년대 초부터 전 세계적으로 변동 환율제가 채택되면서 자본 통제가 점차 완화되었고, 우려 속에서도 브레턴우즈 체제의 붕괴를 알렸다. 대략 1990년대부터 2009년까지 워싱턴 합의 시기로 알려진 이 기간 동안, 신흥 시장 경제의 경제 번영은 자본 계정 자유화와 자본 유입 증가에 기인한다고 널리 받아들여졌다. 그 결과 이들 국가에 대한 정책 처방은 자본 통제를 완화하고 궁극적으로 폐기해야 한다는 것이었다.
친자본 흐름 주장은 2000년대 후반 대침체가 발생할 때까지 검토되고 비판받지 않았다. 신흥 시장은 경기 순환의 호황 단계에서 강력한 자본 유입을 경험했지만, 불황기에는 엄청난 자본 흐름 역전과 금융 붕괴를 목격했다. 국제 자본 흐름의 이러한 호황-불황 순환은 상당한 복지 비용을 초래했다. 대침체 위기 메커니즘의 이론적 토대는 국제 자본 흐름에 의해 야기되는 체계적인 호황-불황 순환 효과를 완화하기 위해 시장 불완전성을 조정하는 개입으로서 건전성 자본 통제의 역할을 부여한다.

## 건전성 규제를 위한 이론적 패러다임
외부 규제의 필요성을 정당화하기 위해 시장 불완전성인 자유 시장 경제는 사회적으로 비효율적이며 파레토 개선의 의미에서 조정 가능하다고 식별되어야 한다. 세 가지 다른 이론적 패러다임을 사용하여 시장 불완전성을 설명하고 건전성 규제의 역할을 소개할 수 있다. 1. 대리인 패러다임; 2. 기분 변화 패러다임. 3. 외부성 패러다임. 건전성 자본 통제는 건전성 규제의 특정 형태로, 외부성 패러다임에 이론적 토대를 크게 두고 있다.
대리인 패러다임은 다양한 형태의 본인-대리인 문제를 강조한다. 한 가지 예는 도덕적 해이 문제이다. 최후의 대부자이자 예금보험 제공자로 간주되는 정부는 규제가 덜한 은행들이 과도한 위험을 감수하도록 유도하여 금융 취약성을 초래한다. 도덕적 해이 문제는 개별 수준과 집단적 방식으로 발생하며, 이는 건전성 규제를 정당화한다.
기분 변화 패러다임에서 투자자와 소비자의 야성적 충동은 잘못된 자산 가격 신호를 추적하는 좋은 시기에 지나치게 낙관적인 기분을 유도하여 금융 시스템과 경제가 나쁜 충격을 받을 때 과도한 위험을 축적한다. 그러면 사전적 거시건전성 규제는 전반적인 기분을 관리하고 위험을 경고하는 역할을 할 수 있다.

## 건전성 자본 통제의 정당화
외부성 패러다임을 기반으로 하는 건전성 자본 통제는 건전성 규제 중 하나로서, 국내 금융 시장에 대한 자본 흐름의 불안정화 효과를 억제하기 위해 개방 경제에서 금전적 외부성으로 알려진 전형적인 시장 불완전성을 다루기 위해 요구된다.

### 금전적 외부성과 시장 불완전성
주요 시장 불완전성인 금전적 외부성은 한 사적 주체의 최적 결정이 가격을 통해 다른 주체의 복지에 영향을 미치는 특정 형태의 외부성으로 정의된다. 사적 주체가 그들의 특유의 위험을 완전히 보장할 수 없는 불완전 시장, 대출기관이 차입자가 채무 불이행을 할지 여부를 알지 못하므로 차입자에게 담보 요구 사항을 부과하는 정보 비대칭 및 제한된 약속과 같은 다른 시장 왜곡은 금전적 외부성의 역할을 악화시킬 수 있다. 외부 차입 및 담보 제약이 포함된 불완전 시장이 있는 개방 경제 맥락에 적용될 때, 금전적 외부성은 과도한 자본 유입에서 볼 수 있듯이 한 개방 경제가 국외로부터 과도하게 차입하는 양식화된 사실을 설명하는 데 사용될 수 있다. 작고 합리적인 개별 국내 사적 주체는 외부 차입 한도를 결정하는 환율 및 자산 가격을 주어진 것으로 받아들이지만, 그들의 공동 행동이 환율 및 자산 가격 수준과 경제의 금융 취약성 정도를 결정할 수 있다는 그들의 개별 행동의 가격 효과를 내재화하지 않는다. 다시 말해, 사적 주체는 너무 많은 위험을 감수한다. 그러면 그들의 총 차입은 사회적으로 효율적인 수준을 초과하여 금융 시스템 붕괴의 위험을 초래하고 잠재적으로 금융 위기와 경기 침체로 이어질 수 있다.

### 금융 증폭 효과
금전적 외부성과 시장 불완전성에 뿌리를 둔 과도한 차입 문제는 일부 금융 증폭 메커니즘이 존재할 때 훨씬 더 심각할 수 있다. 예를 들어, 총 수요에 대한 일부 부정적인 충격은 실질 평가절하와 국내 자산 가격 하락으로 이어질 수 있으며, 이는 기업 순자산과 담보 가치를 감소시키는 초기 불리한 대차대조표 효과를 초래한다. 결과적으로, 담보 가치의 축소는 구속적인 차입 제약을 통해 사적 주체의 외부 차입 접근을 더욱 제한하며, 이는 다시 경제 전반의 지출 삭감을 초래하고 초기 총 수요 축소는 증폭된다. 이러한 효과의 루프를 묘사한 그래프에서 볼 수 있듯이, 이 피드백 루프의 어떤 단계에서든 불리한 충격이 초기 부정적인 효과의 증폭을 유발할 수 있다는 점은 더욱 놀랍다. 따라서 과도한 자본 유입은 잠재적으로 시스템 위험을 초래하고 증폭 메커니즘을 활성화하여 궁극적으로 큰 경기 변동성, 금융 시스템의 갑작스러운 붕괴 및 경제 침체를 초래할 수 있으며, 이는 피드백 루프에 대한 그러한 작은 초기 불리한 충격만 주어져도 발생할 수 있다.

### 정책 개입
증폭 메커니즘을 억제하기 위해서는 과도한 위험 감수와 개방 경제에 대한 과도한 자본 유입을 초래하는 금전적 외부성을 완화하는 것이 핵심이다. Greenwald와 Stiglitz (1986)가 입증한 바와 같이, 금전적 외부성과 시장 불완전성이 존재하는 경우, 금전적 외부성 문제를 줄이는 것을 목표로 하는 일부 정책 개입은 작은 사회적 비용만 발생시키면서 더 큰 사회적 이점을 달성할 수 있다. 이는 외부 개입의 역할을 정당화한다. 개방 경제에서 과도한 외부 차입 문제의 경우, 건전성 자본 통제는 사적 주체가 외부성을 내재화하고 과도한 위험 감수 노출을 줄이도록 유도하기 위해 개입하는 바람직한 규제이다.

## 최적 정책 실행
외부성 문제를 다루는 고전적인 교과서 정책 권고에는 피구세의 변형이 포함된다.

### 피구세
피구세 형태의 세금은 사적 주체가 시스템 위험에 대한 기여를 내재화하여 작은 사회적 비용만 발생시키면서 사회 복지를 향상시키도록 유도하기 위해 도입될 수 있다. 실제로는 적절한 개입이 반드시 세금 형태일 필요는 없다. 특정 유형의 자본 유입을 제한하거나 부채 발행 허가를 거래하는 시장을 만드는 것이 실행 가능한 다른 정책 형태일 수 있다. 그러나 감소된 형태의 모든 정책은 자본 유입을 최적으로 통제하기 위해 일부 효과적인 피구세에 해당한다. 자본 유입에 대한 직접적인 세금이 최상의 자본 통제 형태라고 주장된다.

### 차등 통제 및 최적 크기
건전성 자본 통제는 시스템 위험에 대한 기여도를 기준으로 자본 유입 유형을 차등화해야 한다. 다양한 형태의 자본 유입은 위기 발생 시기별로 다른 보상 특성을 가진 미래 자본 유출의 다른 확률을 초래하므로, 이는 다른 정도의 부정적인 외부성으로 이어진다. 신흥 시장 경제의 경우, Korinek (2010)은 달러 부채가 더 큰 부정적인 외부성을 부과하며, 환율 위험을 헤지하는 CPI 연동 부채(달러 부채가 겪는 어려움으로 인해), 현지 통화 부채 및 포트폴리오 투자가 그 뒤를 잇는다는 것을 발견했다. 비금융 외국인 직접 투자는 금융 위기가 발생하더라도 종종 해당 국가에 남아 있으므로 외부성이 없다. 즉, 피구세는 다양한 유입 유형의 외부성 크기와 동일하게 설정되어야 한다. Korinek (2010)이 추정한 인도네시아의 다양한 유형의 자본 유입에 대한 최적 연간 외부성 크기를 기반으로 한다. 그래프에서 볼 수 있듯이, 외부성의 크기는 다양한 유형에 대한 표시된 크기 순서를 확인한다. 장기 평균은 지난 20년간의 평균 외부성 크기를 나타낸다. 그리고 빨간색 막대는 1997-1998년 아시아 위기 동안의 크기를 나타낸다. 경기 호황기에는 외국 자본 유입의 외부성이 증가하고 레버리지가 구축된다는 것이 분명하다. 위기 이후에는 경제가 디레버리지되면 외부성이 작아진다. 따라서 최적 세금의 크기는 경기 순환에 따른 금융 취약성에 따라 시간 가변적이어야 한다. 최적 세율은 호황기에는 더 엄격하게, 불황기에는 심지어 0으로 낮춰야 한다.

## 건전성 자본 통제 경험 – 페루의 사례
대략 2000년 1분기부터 2008년 2분기까지 페루는 아래에 나열된 건전성 자본 통제 조치와 함께 자본 유입 및 유출에 대한 일부 전통적인 통제를 시행했다.
1. 외환 예금에 대한 평균 지급준비율은 3%포인트 인하되었고, 의무 최저 지급준비율은 2004년에 7%에서 6%로 인하되었다. 2008년 2월부터 지급준비율이 인상되었다.
2. 국내외 통화에 대한 최저 무수익 지급준비율은 2008년 11월까지 6%에서 9%로 인상되었고, 한 달 뒤 7.5%로 인하되었다.
3. 은행의 외화 부채에 대한 한계 지급준비율은 2004년 20%에서 2008년 9월 50%로 인상되었다. 거주자 및 비거주자의 국내 통화 예금에 대한 한계 지급준비율은 2008년 2월에 0%에서 15%로 인상되었다.
4. 외화 지급준비금에 대한 보수율은 2005년부터 2007년까지 점진적으로 인상되었다.
5. 은행은 "헤지되지 않은" 차입자가 적절히 식별되지 않았거나 외화 대출에 대한 적절한 충당금이 이미 설정되지 않은 경우 추가 충당금을 적립해야 했다. 2006년에는 대출 결정 시 전체 금융 시스템에 대한 차입자의 전반적인 노출을 고려하도록 요구되었다.
6. 2008년 5월, 연기금 포트폴리오의 국채에 대한 건전성 한도가 설정되었다.

결과적으로 이러한 조치는 평가절상 압력을 완화하고 순유입을 크게 줄이며 신용 확장을 늦추고 자본 유입의 만기를 늘리는 데 도움이 되었다. 그러나 페루는 건전성 자본 통제 조치가 실제로 효과적이었던 몇 안 되는 사례 중 하나로 인정되었다. 건전성 자본 통제 조치를 취했던 다른 국가로는 크로아티아, 대한민국, 루마니아, 콜롬비아, 태국, 필리핀 등이 있다.

## 효과 및 경험적 평가
건전성 자본 통제와 경제 안정, 금융 발전 및 경제 성장 간의 "진정한" 인과 관계를 기존의 계량 경제학 도구로 식별하는 것은 극도로 어려울 수 있다. 따라서 경험적 증거는 혼합된 결과 자체는 물론 건전성 자본 통제의 효과에 대해 직접적으로 추론하기 어려울 수 있다. 예를 들어, 변동성 감소가 건전성 유입 조치로 설명될 수 있다면, 더 개발된 국내 자본 시장이 더 작은 변동성을 가질 경우 더 작은 금리 차이로 인해 외국인 투자자의 자본 유입 유인을 약화시킬 수 있으므로 역인과 관계도 여전히 유효할 수 있다. 건전성 자본 통제 조치의 효과에 대한 몇 가지 주요 발견은 다음과 같다. 일부는 명확히 긍정적이고, 일부는 혼합되었으며, 일부는 공변량에 따라 달라진다.
1. 건전성 조치는 어떤 경우에 자본 유입의 거시경제적 영향을 완화하는 데 기여했다.
2. 목표 지향적인 건전성 조치는 종종 신용 성장을 줄이는 데 효과적인 것으로 나타났다.
3. 건전성 조치의 효과는 종종 동반되는 거시경제 정책에 따라 달라진다.
4. 건전성 조치에 자본 유입 통제를 추가하는 것은 종종 신용 성장에 거의 추가적인 영향을 미 미치지 않는 것으로 보인다.
5. 외화 대출을 줄이는 데 건전성 조치의 효과는 혼합적이다.
6. 건전성 조치는 일반적으로 자산 가격을 억제하는 데 거의 도움이 되지 않았다.
7. 건전성 조치는 다른 금융 안정성 우려 사항을 해결하는 데 도움이 되었다.

## 같이 보기
- 자본 통제
- 금융 가속기
- 거시건전성 규제
- 금융 규제